# Сигет
Сигет (на румънски: Sighetu Marmaţiei, Сигету Мармацей, на унгарски: Máramarossziget, Марамарошсигет) или Марамурешки Сигет е град в Румъния. Намира се в най-северните части на страната, в историческата област Марамуреш. Сигет е вторият по важност град в окръг Марамуреш.
Според последното преброяване на неселението, през 2002 г., Сигет има 44 185 жители.

## Природни условия
Град Сигет се намира в крайната северна част на историческата област Марамуреш, близо до границите с Унгария и Украйна. Градът е отдалечен на 60 км североизточно от центъра на окръга – Бая Маре.

## Население
Румънците представляват по-голямата част от населението на Сигет (80 %), а от малцинствата са представени унгарци (16 %), украинци (3 %) и цигани (1 %). През първата половина на 20 век унгарците представляват 1/3 от населението на града, тогава в града има и голямо немско и еврейско население.

## Галерия
- Румънска православна църква
- Градска синагога
- Римокатолическата църква
- Градска главна улица